# Greatest Hits (álbum de Queen)
Greatest Hits es el primer álbum recopilatorio que contiene las canciones más exitosa de 1974 a 1980 de la banda de rock Queen, lanzado al mercado el 26 de octubre de 1981. Esta lista corresponde a la edición en el Reino Unido. En otros países tuvo diferentes canciones (en algunos incluyeron "Under Pressure", mientras que en otros está en el Greatest Hits II, y en otros lo incluyeron en ambos álbumes). Llama la atención que la banda haya marginado a su disco debut de la lista de canciones del álbum, esto probablemente se haya debido a que "Queen I" no logró ningún gran éxito comercial al margen de las canciones consideradas como clásicos por los fanes, como "Keep Yourself Alive" o "Liar".
Es uno de los álbumes más vendidos de la historia, con unas ventas aproximadas de más de 50 millones de copias en todo el mundo. En el Reino Unido es el disco más vendido de la historia, con unas ventas aproximadas de 7 millones de copias y más de 20 discos de platino.

## Lista de canciones
| Edición de 1981 del Reino Unido |                                                              |                 |          |  |
| N.º                             | Título                                                       | Escritor(es)    | Duración |  |
| 1.                              | «Bohemian Rhapsody» (de A Night at the Opera, 1975)          | Freddie Mercury | 5:55     |  |
| 2.                              | «Another One Bites the Dust» (de The Game, 1980)             | John Deacon     | 3:36     |  |
| 3.                              | «Killer Queen» (de Sheer Heart Attack, 1974)                 | Freddie Mercury | 2:57     |  |
| 4.                              | «Fat Bottomed Girls» (versión de sencillo, de Jazz, 1978)    | Brian May       | 3:22     |  |
| 5.                              | «Bicycle Race» (de Jazz, 1978)                               | Freddie Mercury | 3:01     |  |
| 6.                              | «You're My Best Friend» (de A Night at the Opera, 1975)      | John Deacon     | 2:52     |  |
| 7.                              | «Don't Stop Me Now» (de Jazz, 1978)                          | Freddie Mercury | 3:29     |  |
| 8.                              | «Save Me» (de The Game, 1980)                                | Brian May       | 3:48     |  |
| 9.                              | «Crazy Little Thing Called Love» (de The Game, 1980)         | Freddie Mercury | 2:42     |  |
| 10.                             | «Somebody to Love» (de A Day at the Races, 1976)             | Freddie Mercury | 4:56     |  |
| 11.                             | «Now I'm Here» (de Sheer Heart Attack, 1974)                 | Brian May       | 4:10     |  |
| 12.                             | «Good Old-Fashioned Lover Boy» (de A Day at the Races, 1976) | Freddie Mercury | 2:54     |  |
| 13.                             | «Play the Game» (de The Game, 1980)                          | Freddie Mercury | 3:33     |  |
| 14.                             | «Flash» (versión de sencillo, de Flash Gordon, 1980)         | Brian May       | 2:48     |  |
| 15.                             | «Seven Seas of Rhye» (de Queen II, 1974)                     | Freddie Mercury | 2:47     |  |
| 16.                             | «We Will Rock You» (de News of the World, 1977)              | Brian May       | 2:01     |  |
| 17.                             | «We Are the Champions» (de News of the World, 1977)          | Freddie Mercury | 2:59     |  |
| 57:20                           |                                                              |                 |          |  |

| Edición 2011 Japón |                                                                                               |                 |          |  |
| N.º                | Título                                                                                        | Escritor(es)    | Duración |  |
| 1.                 | «Bohemian Rhapsody» (de A Night at the Opera, 1975)                                           | Freddie Mercury | 5:54     |  |
| 2.                 | «Another One Bites the Dust» (de The Game, 1980)                                              | John Deacon     | 3:35     |  |
| 3.                 | «Killer Queen» (de Sheer Heart Attack, 1974)                                                  | Freddie Mercury | 3:00     |  |
| 4.                 | «Fat Bottomed Girls» (versión de sencillo, de Jazz, 1978)                                     | Brian May       | 3:23     |  |
| 5.                 | «Bicycle Race» (de Jazz, 1978)                                                                | Freddie Mercury | 3:01     |  |
| 6.                 | «You're My Best Friend» (de A Night at the Opera, 1975)                                       | John Deacon     | 2:52     |  |
| 7.                 | «Don't Stop Me Now» (de Jazz, 1978)                                                           | Freddie Mercury | 3:29     |  |
| 8.                 | «Save Me» (de The Game, 1980)                                                                 | Brian May       | 3:48     |  |
| 9.                 | «Crazy Little Thing Called Love» (de The Game, 1980)                                          | Freddie Mercury | 2:42     |  |
| 10.                | «Somebody to Love» (de A Day at the Races, 1976)                                              | Freddie Mercury | 4:56     |  |
| 11.                | «Now I'm Here» (de Sheer Heart Attack, 1974)                                                  | Brian May       | 4:10     |  |
| 12.                | «Good Old-Fashioned Lover Boy» (de A Day at the Races, 1976)                                  | Freddie Mercury | 2:54     |  |
| 13.                | «Play the Game» (de The Game, 1980)                                                           | Freddie Mercury | 3:33     |  |
| 14.                | «Flash» (versión de sencillo, de Flash Gordon, 1980)                                          | Brian May       | 2:48     |  |
| 15.                | «Seven Seas of Rhye» (de Queen II, 1974)                                                      | Freddie Mercury | 2:47     |  |
| 16.                | «We Will Rock You» (de News of the World, 1977)                                               | Brian May       | 2:01     |  |
| 17.                | «We Are the Champions» (de News of the World, 1977)                                           | Freddie Mercury | 2:59     |  |
| 18.                | «Teo Torriatte (Let us Cling Together) (Bonus Track for Japan)» (de A Day at the Races, 1976) | Brian May       | 5:07     |  |
| 62:59              |                                                                                               |                 |          |  |